# Calvaire de la Rivière-à-Veillet
Pour les articles homonymes, voir Veillet.
Le calvaire de la Rivière-à-Veillet est un calvaire situé derrière l'église Sainte-Geneviève à Sainte-Geneviève-de-Batiscan, au Québec (Canada). Il est sculpté en 1827 par un auteur inconnu, bien qu'il soit parfois attribué à François Baillairgé, ce qui en ferait l'un des plus vieux calvaires subsistant au Québec. En 1879, il est déménagé une première fois d'un coteau près de l'église au rang de la Rivière-à-Veillet. En 2006, il est redéménagé dans le village, près de son emplacement d'origine. Il est cité comme immeuble patrimonial en 2002 par la municipalité de la paroisse de Sainte-Geneviève-de-Batiscan,.

## Histoire

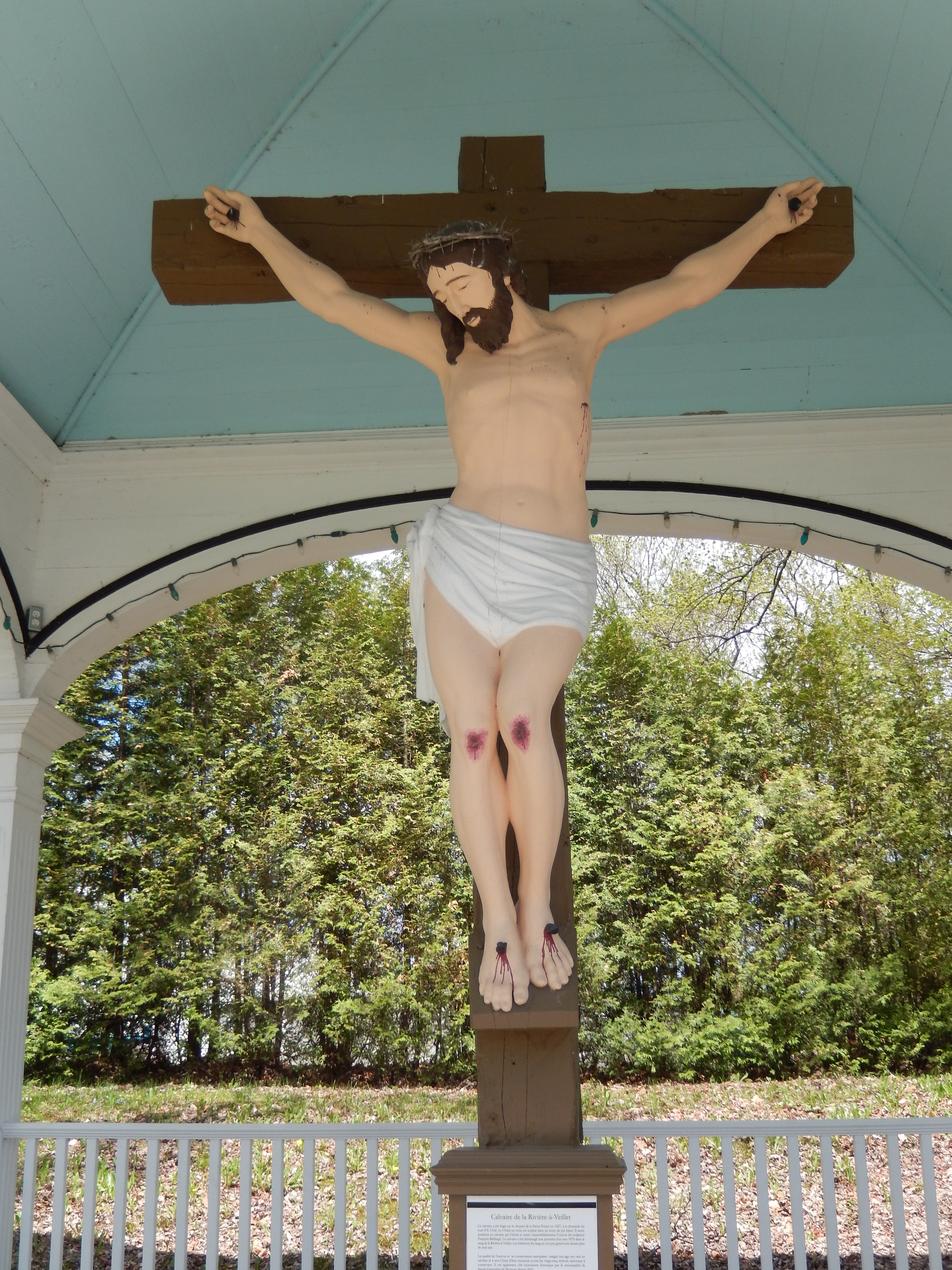
Le Christ en croix.

Le calvaire est probablement construit en 1827 comme station de chemin de croix sur un coteau du village de Sainte-Geneviève-de-Batiscan. La sculpture du Christ en croix est peut-être plus ancienne. L'auteur de la sculpture est inconnu, bien qu'il soit parfois attribué à François Baillairgé (1759-1830). Il serait l'un des plus anciens calvaires subsistant au Québec.
Durant la seconde moitié du XIXe siècle, le chemin de croix est démantelé et remplacé par un autre à l'intérieur de l'église. Le calvaire est quant à lui offert en 1879 aux habitants du rang de la Rivière-à-Veillet.
Le 11 novembre 2002, le calvaire est cité comme immeuble patrimonial par la municipalité de la paroisse de Sainte-Geneviève-de-Bastiscan. Il est déménagé en 2006 dans le village, près de son emplacement d'origine. Il est réparé et restauré la même année. Le christ en croix est repeint dans ses couleurs présumées d'origine la même année.

## Architecture
Le calvaire est composé d'un édicule carré ouvert des quatre côtés. Il comprend un toit à quatre versants à larmiers retroussés. Ce dernier est couvert de tôle à la canadienne et surmonté d'un mat. Les piliers sont surmontés de chapiteaux doriques.
La croix est simple et en bois peint. Le Christ est une sculpture en pin blanc. Ce dernier est de grandeur nature et le fini polychrome lui confère un rendu réaliste.